# Índice de Competitividade do Turismo Nacional
Índice de Competitividade do Turismo Nacional é um ranking elaborado pelo Ministério do Turismo do Brasil, aliado a instituições como o Sebrae e a FGV, criado em 2008 para classificar segundo alguns critérios, o quanto uma cidade está preparada para competir, e receber turistas a nível nacional.
Os critérios de elaboração do ranking foram: infraestrutura, acesso, serviços e equipamentos turísticos, atrativos turísticos, marketing e promoção de destino, políticas públicas, cooperação regional, monitoramento e economia local, capacidade empresarial, aspectos sociais, aspectos ambientais e aspectos culturais.

## Índice Geral
- São Paulo / 82,5
- Porto Alegre / 80,0
- Belo Horizonte / 78,5
- Rio de Janeiro / 78,5
- Curitiba / 77,9
- Foz do Iguaçu / 76,9
- Recife / 76,0
- Brasília / 75,2
- Salvador / 75,0
- Florianópolis / 74,2